# Spitz (razza canina)

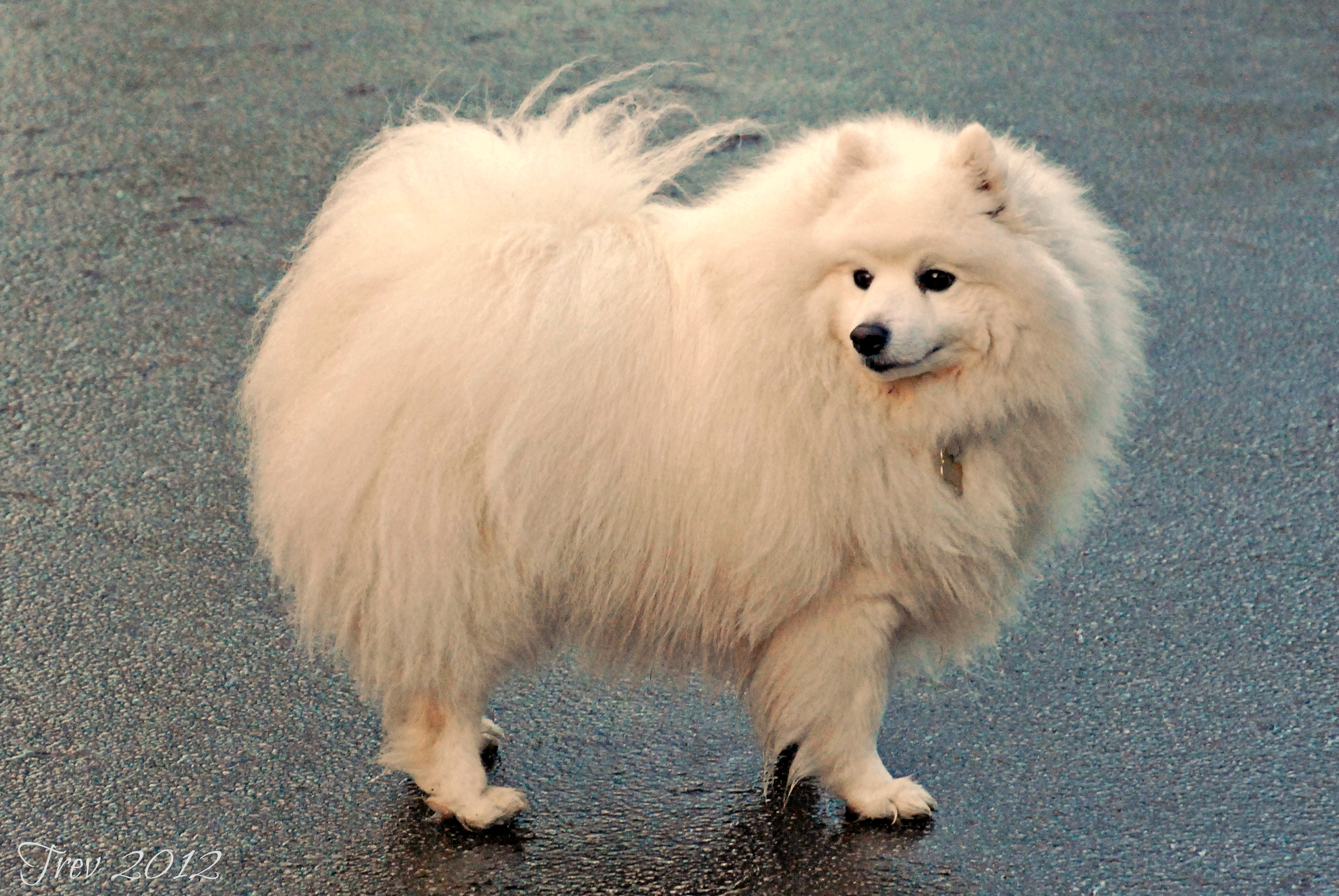
Uno Spitz Giapponese

Gli spitz fanno parte del 5º gruppo della classificazione ufficiale FCI delle razze canine insieme ai cani di tipo primitivo.
Sono considerati i più antichi e più puri delle razze canine e vengono utilizzati per varie mansioni come traino (Alaskan Malamute, Siberian Husky, Groenlandese), caccia (cane da orso della Carelia, Akita Inu, Shiba Inu), pastorizia (Samoiedo, Lapphund, Lapinporokoira) o come cani da compagnia (volpino Italiano, volpino di Pomerania).
Sono considerati quindi cani forti, coraggiosi e intraprendenti oltre che intelligenti.
I più noti sono senza dubbio i nordici, ma molti derivano anche dall'Oriente, dagli Stati Uniti, dall'Europa, da Israele e dalla Russia.
Le varie razze sono accomunate da tre principali caratteristiche: orecchie triangolari, coda generalmente arricciata sopra la schiena e muso triangolare.

## Origini
L'esatta origine degli Spitz è sconosciuta anche se a quanto sembra i primi esemplari sarebbero stati originari delle regioni dell'Artico o dell'Asia orientale. Questa tipologia di cani venne descritta per la prima volta come Canis pomeranus da Johann Friedrich Gmelin nella sua revisione del Systema naturae di Linneo del 1788.
I più antichi scheletri ritrovati risalgono a 5.000 anni fa e qualcuno ha rapportato la loro discendenza ai lupi.
Alcuni allevatori, in tempi più recenti, hanno accoppiato intenzionalmente spitz con lupi di modo da ottenere razze dall'aspetto più lupesco come nel caso dell'Alaskan Malamute.

## Le migrazioni
Circa 3.000 anni fa, i cani spitz iniziarono a migrare dall'Artico verso regioni con clima maggiormente temperato come Europa, Nord America, Asia e anche Africa.
Di questa specie sono stati ritrovati scheletri di 2.000 anni fa in Svizzera, il che indica significativamente che gli spitz abitano l'Europa centrale ormai da millenni e che possono essere a ragion veduta considerati gli antenati dello Spitz tedesco e dello Schipperke.
Altri spitz migrarono anche in Siberia ed in Mongolia. Nel corso dei secoli altri di questi cani vennero trasportati dall'uomo in Giappone dalla Manciuria. Questi spitz dell'Asia possono essere considerati gli antenati del Chow Chow e del Akita Inu.

## Cani da lavoro
La grande diffusione di razze legata agli spitz è dovuta essenzialmente alla loro particolare attitudine nell'aiuto dell'uomo: il ruolo di cane da caccia, quello di cane pastore e infine quello di cane da slitta.
Le specie più forti e più grandi come l'Akita Inu, il Cane da orso della Carelia, il Norsk elghund grigio e lo Swedish Elkhound vennero spesso usati per la caccia all'orso. Le specie più piccole come ad esempio lo Spitz finnico ed il Norsk Lundehund vennero utilizzati in Scandinavia per cacciare uccelli e piccoli mammiferi.
Due delle più grandi tipologie di spitz come i Canadian Eskimo Dog ed i Groenlandese, vennero utilizzati sino al XIX secolo per il traino delle slitte. Durante quello stesso secolo, quando la caccia con trappole divenne un affare fortemente lucrativo, le persone capirono che la forza degli spitz non era più necessaria ed iniziarono a servirsi dei Siberian Husky soprattutto in Canada ed in Alaska.

## Adattamento all'Artico
I cani del tipo spitz si sono tutti adattati a vivere in climi nordici. Essi infatti solitamente godono di particolari qualità come ad esempio l'isolamento termico e un pelo idrorepellente.
Le piccole orecchie aiutano a ridurre il rischio di gelamento e il collare di pelo attorno a tutto il collo aiuta a proteggere i cani dal ghiaccio.
A livello caratteriale, molti spitz hanno mantenuto alcune caratteristiche dei lupi come ad esempio l'indipendenza, sospetto, capacità di aggressione contro umani non familiari e altri cani e per questo motivo cani come il cane da orso della Carelia risultano ancora oggi molto difficili da adattare a cani da compagnia.

## Cani da compagnia
Per lo sguardo vivace, il pelo fitto, la coda arricciata e il piccolo muso e orecchie, gli spitz sono spesso utilizzati come cani da compagnia, soprattutto nei piccoli volpini di Pomerania, che originariamente erano animali di grossa taglia come i Keeshond che poi vennero ridotti per essere accettati nelle corti. La specie Keeshond, variante dello Wolfspitz e dello Spitz tedesco, sono conosciuti come il cane nazionale dei Paesi Bassi e hanno un carattere leale ed energico. Pur essendo creature molto intelligenti ed obbedienti, non è consigliabile tenerli segregati in casa, a meno che questa non disponga di un ampio giardino verde dove il cane possa correre liberamente e fare i bisogni.
Altri spitz sono utilizzati ancora oggi come cani da lavoro come gli American Eskimo Dog, gli Alaskan klee kai, lo Spitz tedesco e lo Spitz giapponese.

## Le varie razze
Quella che segue è una lista delle principali tipologie di spitz:
| Akita                           |
| Akita americano                 |
| Alaskan husky                   |
| Alaskan klee kai                |
| Alaskan Malamute                |
| American Eskimo Dog             |
| Cane Bắc Hà                     |
| Canaan Dog                      |
| Canadian Eskimo Dog             |
| Cane da orso della Carelia      |
| Cane da slitta della Chukotka   |
| Cane da slitta della Kamchatka  |
| Chinook                         |
| Chow Chow                       |
| Donggyeongi                     |
| Eurasier                        |
| Groenlandese                    |
| Guejae Gae                      |
| Cane Hmong bobtail              |
| Hokkaidō                        |
| Icelandic sheepdog              |
| Jämthund                        |
| Kai Ken                         |
| Keeshond                        |
| Kintamani                       |
| Kishu                           |
| Jindo coreano                   |
| Labrador Husky                  |
| Laika della Siberia occidentale |
| Laika della Siberia orientale   |
| Laika Russo-Europeo             |
| Laika della Jacuzia             |
| Karelo-Finnish Laika            |
| Lapinkoira                      |

| Lapinporokoira           |
| Lapphund                 |
| Mackenzie River husky    |
| Nenets Herding Laika     |
| Norbottenspets           |
| Northern Inuit Dog       |
| Norsk Buhund             |
| Norsk Elghund grigio     |
| Norsk Elghund nero       |
| Norsk Lundehund          |
| Nureongi                 |
| Pandikona                |
| Pomerania                |
| Pungsan                  |
| Ryukyu Inu               |
| Sakhalin Husky           |
| Salish Wool Dog          |
| Samoiedo                 |
| Schipperke               |
| Seppala Siberian Sleddog |
| Shiba Inu                |
| Shikoku                  |
| Siberian Husky           |
| Spitz danese             |
| Spitz finnico            |
| Spitz giapponese         |
| Spitz tedesco            |
| Spitz indiano            |
| Tamaskan                 |
| Thai Bangkaew Dog        |
| Tonya Finosu             |
| Västgötaspets            |
| Volpino Italiano         |
| Zerdava                  |